# ミシェル・パブロ
ミシェル・パブロ（ギリシア語: Μισέλ Πάμπλο 英語: Michel Pablo 1911年8月24（エジプト・アレクサンドリア） - 1996年2月17日（ギリシャ・アテネ））は、トロツキズム運動のリーダーである。「ミシェル・パブロ」は偽名であり、本名は ミカリス・Ｎ・ラプティス（ギリシア語: Μιχάλης Ν. Ράπτης 英語: Michalis N. Raptis）である。

## 初期の活動
1930年代のギリシャで、パブロの生涯にわたる革命的政治運動が始まる。彼は、「スパルタクス」派に入り、1938年のパリにおける第四インターナショナル（FI）の設立会議では、ギリシャのトロツキストの代表を務めた。エジプトのアレクサンドリアに生まれたパブロは、アテネ国立技術大学を卒業し、パリ大学で都市開発の研究を続けた。パリは、その後も長期的に滞在する場所となる。1936年からの、イオアニス・メタクサスによる軍事独裁政権のさなかにパブロは逮捕され、エーゲ海のフォレガンドロス島へ追放される。その頃、正統派共産主義者からは認められなかったパブロは、牛馬の窃盗団に加わっており、窃盗者として追放刑に処されたのである。フォレガンドロス島では、将来の妻、Elli Dyovouniotiに出会っている。二人は共に島から、そしてギリシャからも脱出することになる。第二次世界大戦がはじまったときにはパリで病床にあったため、1944年以前のフランスのトロツキズム運動ではほとんど活躍がない。ただ、パブロによれば、教育者層をデーヴィッド・ケルナーの「労働者の闘争」党（フランスのトロツキスト政党）へと組織する活動を行っていたようである。

## 第四インターナショナルの指導
1944年、彼はトロツキズム運動に全面的に関わり、ヨーロッパ部局の書記長に選出される。ヨーロッパ部局では、トロツキスト諸党派間の連絡が再建されていた。戦後、パブロは、アメリカの社会主義労働者党（SWP）とジェームズ・Ｐ・キャノンの支援を受け、第四インターナショナルの中央指導者となる。パブロは、第四インターナショナルを再統一し、中央集権化し、活動方針を定めていった。1946年、パブロはギリシャを訪れ、四つに分かれていたトロツキスト党派を再統一することに成功している。
パブロとエルネスト・マンデルはこの時期に重要な役割を果たし、「歪曲された労働者国家」論へと第四インターナショナルを導いた。その主張は、1944～1945年にソビエト連邦軍によって征服された東ヨーロッパ諸国は、1948年には「歪曲された労働者国家」になったというものである。別のトロツキズム的政治用語「堕落した労働者国家」（スターリン政権下のソ連を指す）とは、説明責任なき官僚エリートに支配された労働者国家という意味では共通するが、こちらは純粋なプロレタリア民主主義が「堕落した」結果として成立したと見なされる。一方、「歪曲された労働者国家」は、侵略、ゲリラ軍、軍事クーデターなどの手段によって確立したものとされる。
第二次世界大戦の甚大な影響のなかで、トロツキストは大衆的共産主義政党に対して少数派となり、革命への希望は打ち砕かれた。しかし1951年から、パブロは第四インターナショナルのための新たな戦略を進めていた。彼の考えによれば、当時の多数の人々が差し迫っていると考えていた第三次世界大戦は、戦争中に勃発する革命によって特徴づけられる。反革命分子は、おそらく共産主義政党内にも成長してくる。セクト的小集団となることを避け、影響力を増し、党員を獲得するために、トロツキストは、可能であれば、大衆的共産主義政党や社会民主主義（労働者）政党へと加入するべきである。これが、いわゆる加入戦術（独自加入戦術あるいは長期加入戦術）として知られるものである。しかしそれは、一般的に思われているような「大組織を内側から食い破り構成員を奪い獲得する」というような単純な組織戦術ではなく、とりわけパブロは「来たるべき革命の波に新たな革命党建設が間に合わないならば、社会民主主義政党やスターリン主義共産党に結集する多数の大衆と共に最前線で活動していくべきだ」と論文『革命党の建設』（1952年）で加入戦術の意義を強調して定式化した。第四インターナショナルは政治的アイデンティティと機関誌を保持するものとして、全成員に了解されるのである。
当時、国際的「中心」は、民主集中制的に各地の政党に直接介入し、規律を課すことができなければならないと考えられていた。パブロもまた書記長の権力を行使し、第四インターナショナル内部の主流派に近い潮流を支援した。例えば、パブロとキャノンは連携してイギリスのトロツキズム運動における加入戦術派への資金援助を行い、英国革命的共産党（RCP）のジョック・ハストンの指導に対抗した。結果として、開かれた組織だったRCPは崩壊することになるのである。

## 「パブロ主義」
1953年、アメリカ、イギリス、およびフランスの一部のトロツキストらは、この運動方針への反対を表明し、第四インターを脱退して、第四インター国際委員会（ICFI）を結成した。ICFIは、後に「パブロ主義」と呼ばれるようになるものに敵意を抱いていたことは、よく知られている。55年後も、ICFIは、いわゆる「パブロ修正主義」への反対を続けている。
パブロは第四インターナショナル国際書記局（ISFI）を続け、アムステルダムやパリから活動を行った。彼が提起した加入戦術を採用したところは多くはなかったが、「加入」可能な社会民主主義政党がある国でのみ、ある程度成功した。
「独立党建設」であれ「加入戦術」であれ、どのトロツキスト分派集団も、冷戦初期に新たな党員を大規模に獲得するには至らなかった。1956年のハンガリー侵攻の後、多くの知識人は共産党から離脱し、中ソ対立はさらなる政治分裂を引き起こした。しかし、トロツキストは、そこから新たな支持者を獲得するにはほとんど至らなかった。
1960年代になると、パブロは、現在の最良の革命的展望は、のちに第三世界として知られる、アフリカ、ラテンアメリカ、アジアにあると考えるようになった。彼は、女性解放運動を先取りするような論文も書いている。
パブロはフランスに対するアルジェリア解放戦争の支援に個人的に取り組み、贋金造りと銃の密輸に関与してオランダで収監されることになった。ジャン・ポール・サルトルによるパブロの解放キャンペーンも起こったが、1961年、15か月の懲役を言い渡されて公判の終わりに釈放されている。その後、モロッコに避難し、アルジェリア革命の勝利の後には、アルジェリア民族解放戦線（FLN）政府の閣僚となった。
1963年までには、アメリカの社会主義労働者党（SWP）周辺の国際委員会（ICFI）勢力は、キューバ革命に対する立場を共有し 、国際書記局派（ISFI）との統一へと戻りつつあった。パブロはSWPによって、統一の障害とされていた。1968年の世界会議で、再統一第四インターナショナルが結成された。パブロは、1963年の再統一会議では、反対決議を提出し（このときにアルジェリアに関する主な決議も提出）、国際執行委員に選出された。事態は緊迫し、1965年の終わりごろには、パブロと彼のアフリカ事務局は、第四インターナショナルから分離した状態にあった。その理由については論争となっている。パブロ支持者によれば、再統一派は急激に新しく多数派を形成してパブロを追放したということになる。第四インターナショナル側から見ると、パブロの考えは第四インターナショナルとはっきり決裂し、自ら脱退したということになる。両者に共有されているのは、そのときまでにパブロと第四インターナショナルは、根本的な政治的相違があったということである。

## 第四インターナショナル離脱後の活動
この時期のパブロの影響力は、主に執筆活動によるものである。1960年代後半と1970年代、パブロ思想の中心的テーマは、「労働者の自治管理」の問題であった。 1970年代初め、パブロはチリのアジェンデ政権下で政治活動を行った。ギリシャの軍事政権の崩壊後は ギリシャに戻り、1981年からはギリシャの首相アンドレアス・パパンドレウの顧問を務めた。ギリシャのテレビ局は、パブロの人生についてドキュメンタリー番組を作成している。パブロは革命的政治運動を続け、「革命的マルクス主義潮流」（RMT）やフランスに拠点を持つ「国際革命的マルクス主義潮流」（IRMT）を組織した。しかし、これらは主要なトロツキスト集団に対抗できるほどのものではなかった。IRMTは、1994年と1995年に、再統一した第四インターナショナルに合流することになるが、パブロ自身は除外されている。
革命家としては異例なことだが、パブロの葬儀はギリシャの国葬となった。これは、若き日にトロツキストであったアンドレアス・パパンドレウとの1930年代以来の個人的友情によるものだろう。パブロのモットーは、「人生の意味は人生そのものである（Νόημα της ζωής είναι η ίδια η ζωή）」というものであった。

## 注
1. ↑  “The Historical and International Foundations of the Socialist Equality Party—Part 6” (英語). World Socialist Web Site (2008年10月4日). 2023年6月12日閲覧。
2. ↑  “Preface to the thirtieth anniversary edition of The Heritage We Defend” (英語). World Socialist Web Site (2018年6月21日). 2023年6月12日閲覧。
3. ↑  As quoted by Savas Michael Matsas in "Intellectual Revolutionary in Lean Times", Efimerida ton Syntakton, 25-02-2014.

## 参照
- Michel Raptis, Revolution and Counter Revolution in Chile:  A Dossier on Workers' Participation in the Revolutionary Process (London: Allison & Busby, 1974).
- Michel Raptis, Socialism, Democracy & Self-Management: Political Essays (London: Allison & Busby, 1980).
- Michel Raptis, Étude pour une politique agraire en Algerie.
- Pierre Frank, The Fourth International: The Long March of the Trotskyists.
- Francois Moreau, Combats et debats de la Quatrieme Internationale.
- Klaus Leggewie, Koffertrager. Das Algerienprojekt der Deutsche Linken in Adenauer Deutschland.
- Lena Hoff, Resistance in Exile. A study of the political correspondence between Nicolas Calas and Michel Raptis 1967-72,
- Robert J. Alexander, International Trotskyism, 1929-1985: A Documented Analysis of the Movement.